# Biserica Adormirea Maicii Domnului din Deleni
Biserica „Adormirea Maicii Domnului” din Deleni este un lăcaș de cult ortodox ctitorit în anul 1669 de marele vistiernic Toderașcu Cantacuzino-Deleanu în satul Deleni din comuna omonimă (județul Iași). Ea se află în apropierea conacului familiei Cantacuzino-Deleanu, fiind înconjurată de un zid de incintă din piatră.
Biserica „Adormirea Maicii Domnului” din Deleni a fost inclusă pe Lista monumentelor istorice din județul Iași din anul 2015 la numărul 1368, ca parte a Ansamblului Conacului Cantacuzino-Deleanu din Deleni, având codul de clasificare cod LMI IS-II-m-A-04146.02. 

## Istoric

### Moșia Deleni
La începutul secolului al XVII-lea, proprietarul moșiei Deleni a devenit marele vistiernic Toderașcu Cantacuzino-Deleanu (1635-1686), care s-a stabilit aici, fondând ramura boierilor Cantacuzino-Deleanu. El era fiul marelui spătar Iordache Cantacuzino (1581?-1663); acesta din urmă descindea dintr-o veche dinastie de împărați bizantini și era unul dintre cei mai bogați boieri moldoveni ai vremii. Iordache Cantacuzino era cumnat cu domnitorul Vasile Lupu (1634-1653), soțiile lor fiind fiicele marelui boier Costea Bucioc, proprietarul moșiei Șerbești.
Nepotul acestuia, hatmanul Iordache Cantacuzino-Deleanu (1688-1759?) a construit în jurul anului 1730 un castel la moșia sa din Deleni, unde îl va găzdui pe domnitorul Grigore al II-lea Ghica (1726-1733), cu prilejul primei logodne a fiului său cel mare, beizadea Scarlat Ghica, în 1730, cu Safta, fiica minoră a lui Iordache Cantacuzino-Deleanu. 
După moartea acestuia, stăpânul moșiei a devenit Gheorghe (Iordache) Cantacuzino-Deleanu (1723?-1798). Fiica sa, Maria Cantacuzino (d. după 1819), s-a căsătorit la Deleni în 1778 cu marele logofăt Constantin Ghica (1758-1818), nepotul de fiică al fostului domnitor Grigore al III-lea Ghica (1764-1767, 1775-1777), care era proprietarul moșiei Comănești (azi în județul Bacău). Costache Ghica s-a ocupat de restaurarea castelului, în timpul stăpânirii sale efectuându-se lucrări de extindere a conacului și de construire a zidului de incintă, azi prăbușit în parte. Lucrările au fost definitivate în anul 1802, inscripționat într-un cartuș deasupra blazonului porții masive de la intrarea în parc. 
Moșia Deleni a fost lăsată moștenire fiului său cel mai mic, Gheorghe (Iordache) Ghica-Deleni (1788-1854), „cu casele și toată pajijia casei de acolo, cu veniturile pietrelor de moară, cu heleșteele și poienele de acolo, cum și prisaca cu stupi și cu tot codrul și cu toate celelalte acareturi și vite, cum și viile de la Cotnari și dughenele și cârciumile toate și cu tot locul din Târgul Hârlăului și moșiile Onești, Pașcani și Ozonești, cu toate acareturile de acolo”.  Moșia va trece pe rând, prin moștenire, la Teodor Ghica-Deleni (1820-1865), Grigore Ghica-Deleni (1847-1938) și Teodor Ghica-Deleni (1885-1958). Între anii 1888-1889, Grigore Ghica-Deleni a făcut unele reparații, clădirea fiind reamenajată la începutul secolului al XX-lea de către arhitectul Nicolae Ghika-Budești, cu meșteri italieni. Castelul din Deleni are două etaje, cu corpul central decroșat având fațada principală cu pilaștrii adosați cu capiteluri ionice. 
În timpul celui de-al doilea război mondial, timp de doi ani (1944-1946), în castelul din Deleni au fost încartiruite trupe sovietice. Soldații sovietici au devastat clădire, punând pe foc ușile, ferestrele și mobilierul vechi și distrugând obiecte valoroase.  Clădirea a găzduit un timp Căminul cultural din Deleni (din 1949), devenind apoi sediu al unui Preventoriu TBC, destinație pe care o are și azi. 

### Biserica
Biserica cu hramul “Adormirea Maicii Domnului” a fost construită în anii 1668-1669 de către marele vistiernic Toderașcu Cantacuzino-Deleanu (1635-1686) , în apropierea curții boierești. Ea a fost clădită din piatră și cărămidă.
Lăcașul de cult a fost reparat în perioada 1721-1722 de către nepotul ctitorului, hatmanul Iordache Cantacuzino-Deleanu (1688-1759?), care a înzestrat-o “cu toate podoabele” făcute de iznoavă, după cum scrie și în pisania bisericii.  Același boier a construit în jurul anului 1730 și un conac boieresc în apropierea bisericii.
Prin anul 1788, la această biserică slujeau trei preoți, un diacon, doi cântăreți și doi eclesiarhi, care erau plătiți de proprietarul moșiei după obiceiul timpului. Între cei trei preoți s-a iscat un conflict de la bani, colaci etc., fiind făcute frecvent jalbe la boierul Gheorghe (Iordache) Cantacuzino-Deleanu (1723?-1798), strănepotul ctitorului.  Săturat de aceste neînțelegeri, în 1795 boierul i-a îmbarcat într-o căruță pe cei trei preoți, pe cântăreți și pe eclesiarhi și i-a alungat peste hotarul moșiei, rămânând aici numai diaconul Vasile, care era mai liniștit. Stăpânul moșiei a cerut mitropolitului Iacov Stamati să-i trimită trei frați preoți care s-ar împăca între ei. Astfel, la 9 martie 1795 au fost mutați aici trei frați preoți din familia Mitescu: Simion (din Mitești), Ioan (din Probota) și Ioniță (din Dolhasca), fiii unui preot refugiat din Bucovina. Cei trei preoți primesc carte de strămutare cu data de 9 martie 1796 și vin aici în primăvara acestui an. Pe lângă faptul că le-a plătit cheltuelile drumului, boierul le-a dat locuințe în apropierea bisericii și s-a îngrijit de plata acestora. 
Biserica are o decorație simplă, deasupra ușii de la intrare existând o floare săpată în piatră. Tâmpla bisericii este sculptată în lemn, iar icoanele au fost pictate în septembrie-octombrie 1747 de zugravul Ioasaf de la Mănăstirea Vatopedu (Muntele Athos), pe cheltuiala hatmanului Iordache Cantacuzino.
Biserica a fost reparată în anul 1824. 

## Imagini

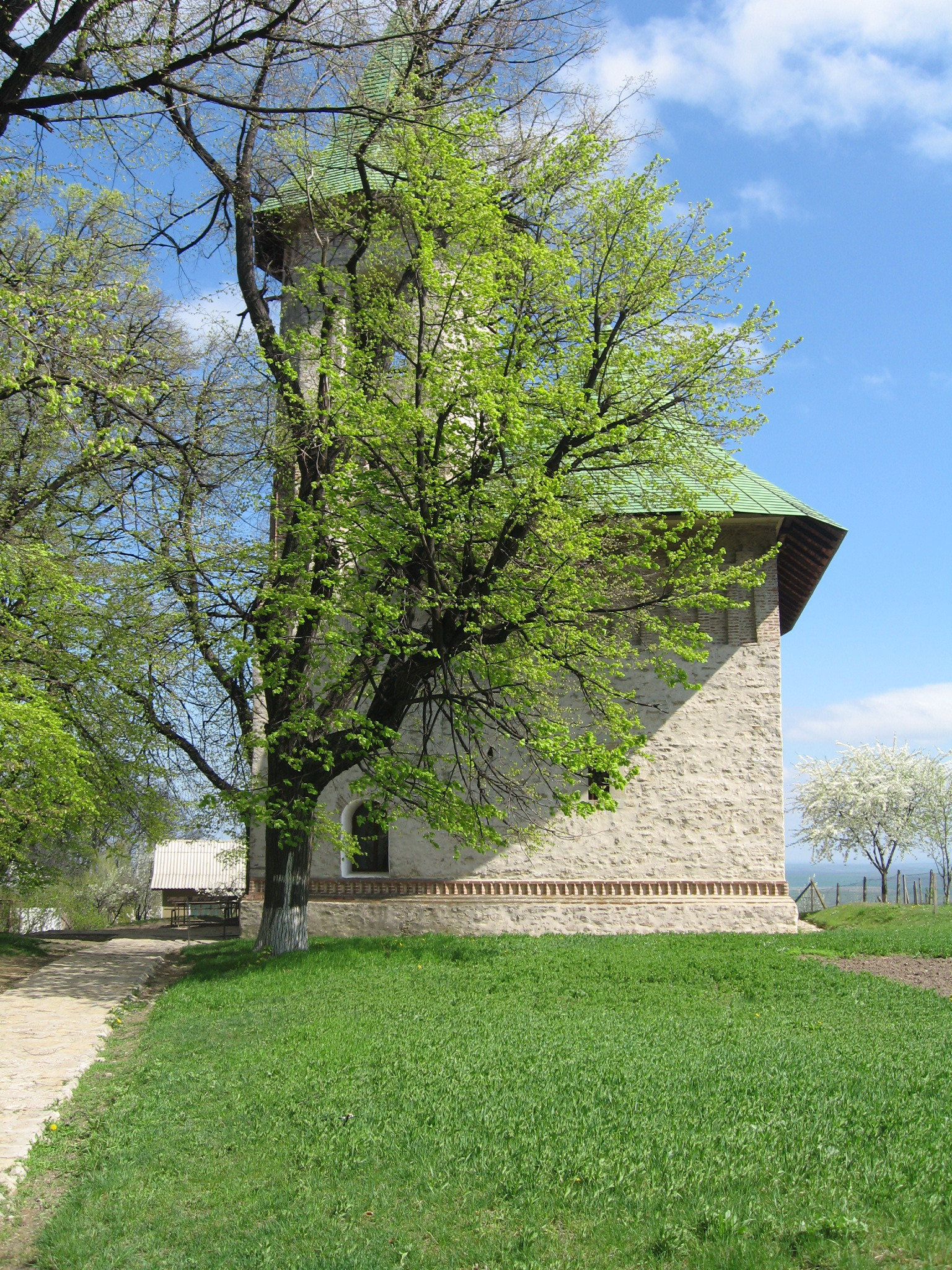
Biserica "Adormirea Maicii Domnului" din Deleni - latura nordică
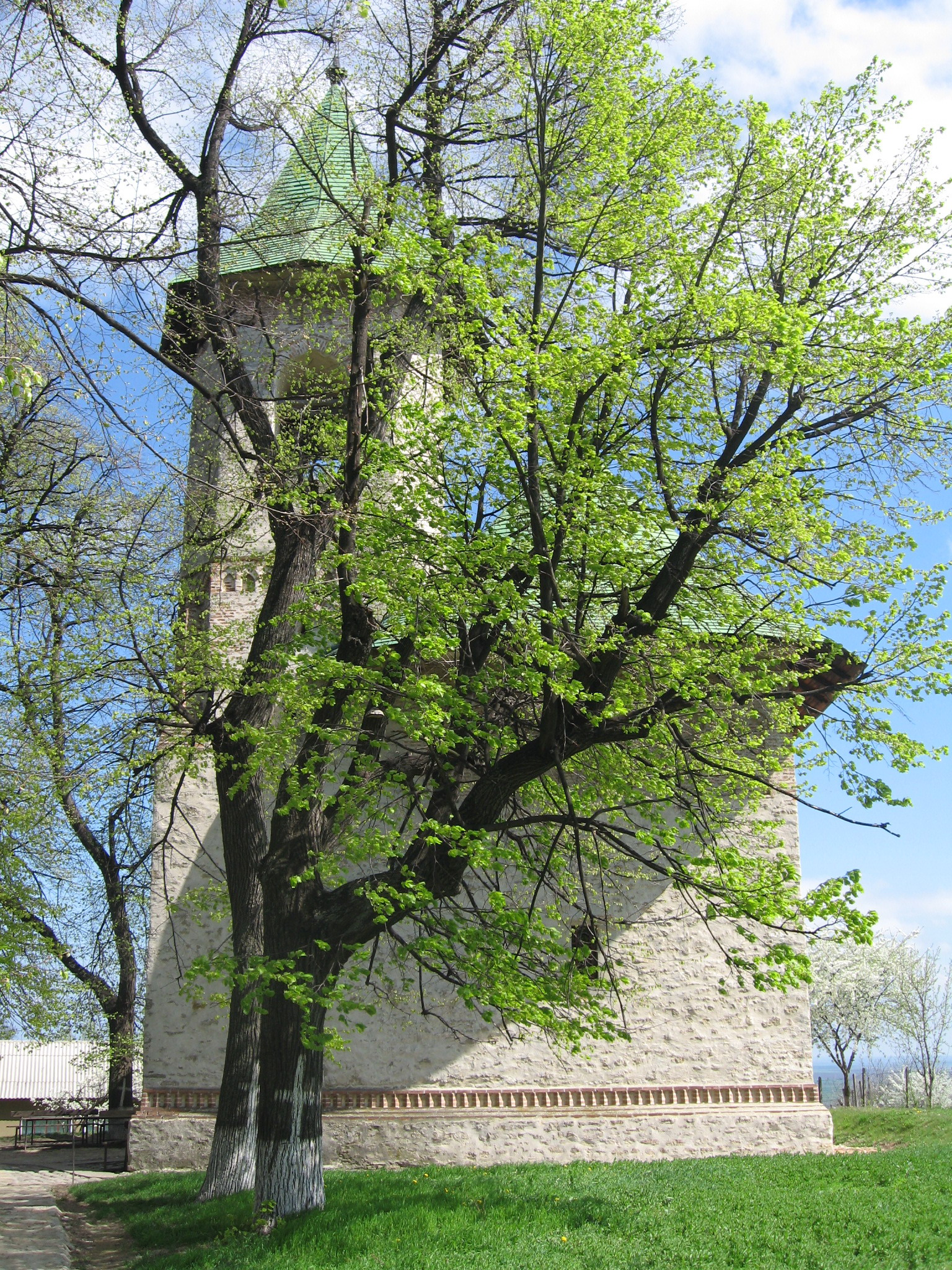
Latura nordică
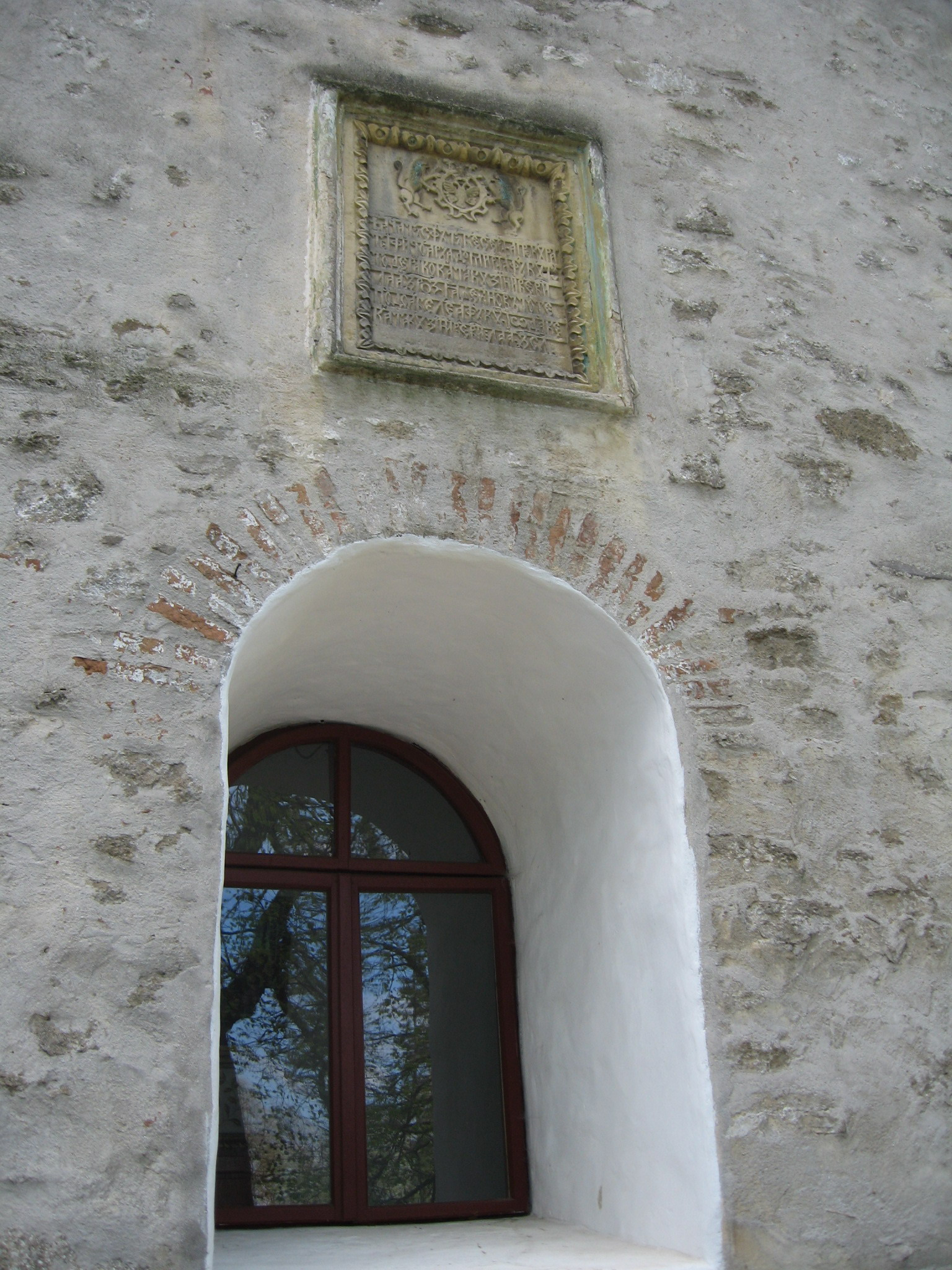
Pisania
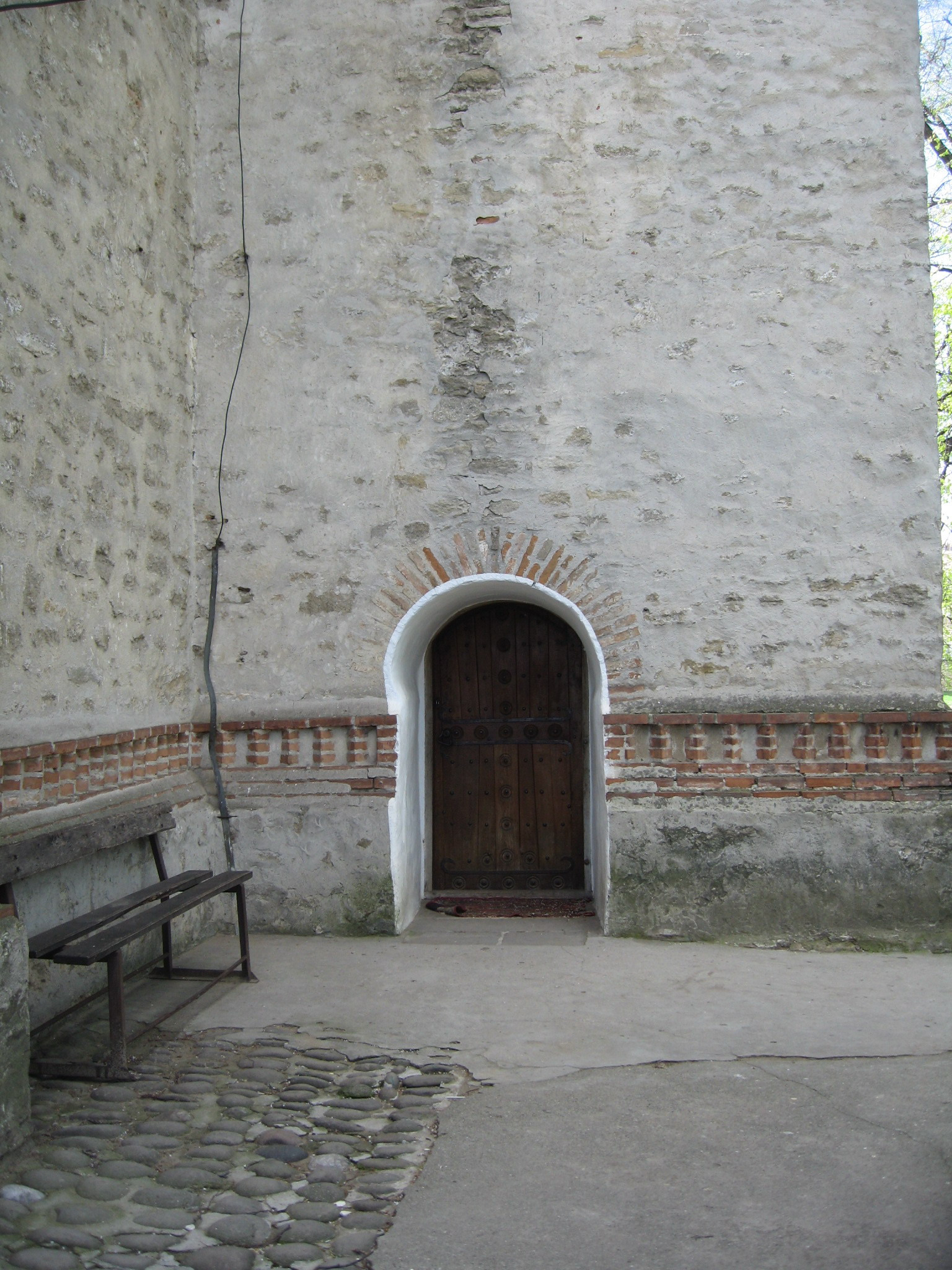
Fereastră
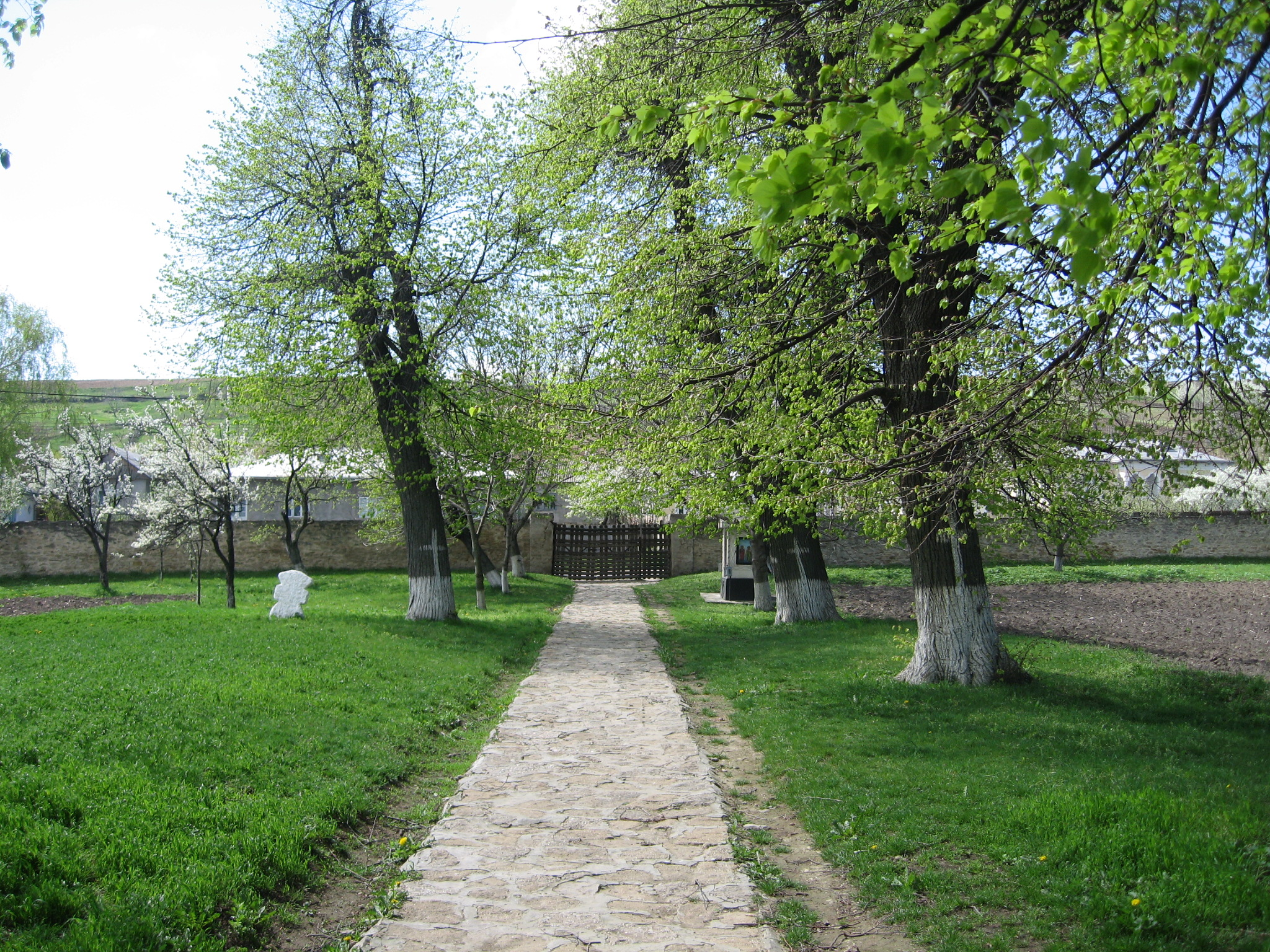
Portalul de intrare în biserică
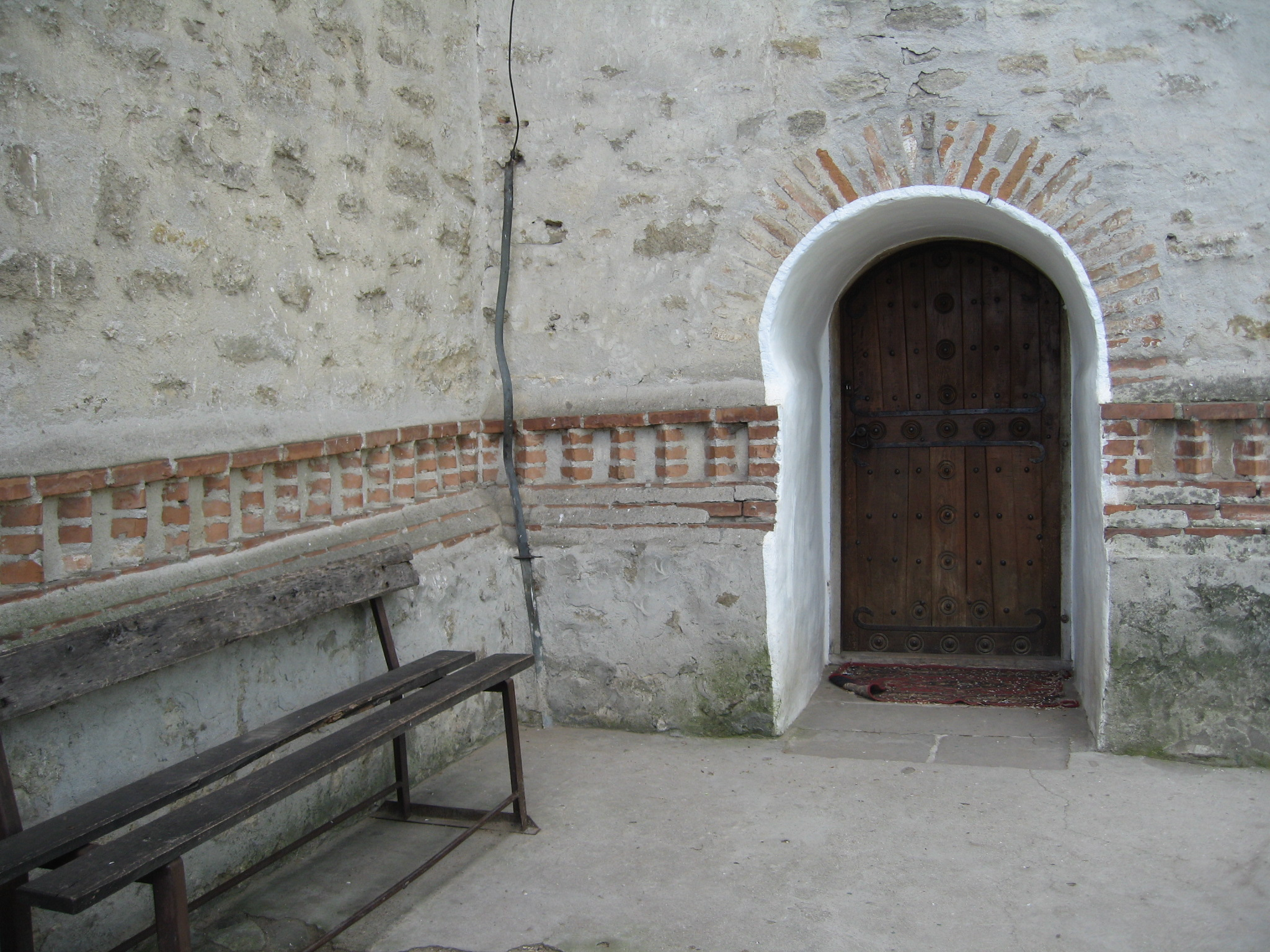
Detaliu de zid
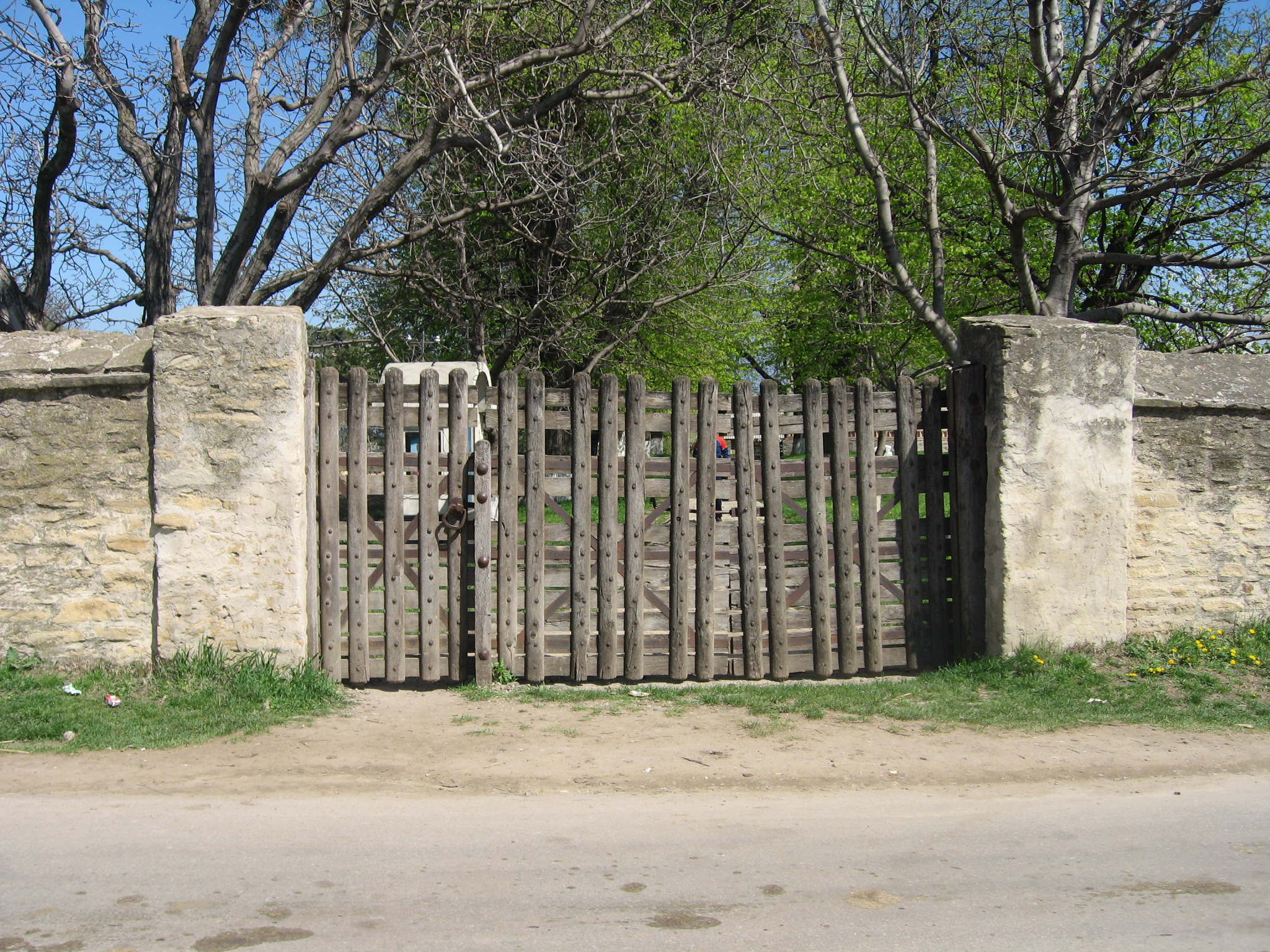
Poarta de intrare în curtea bisericii
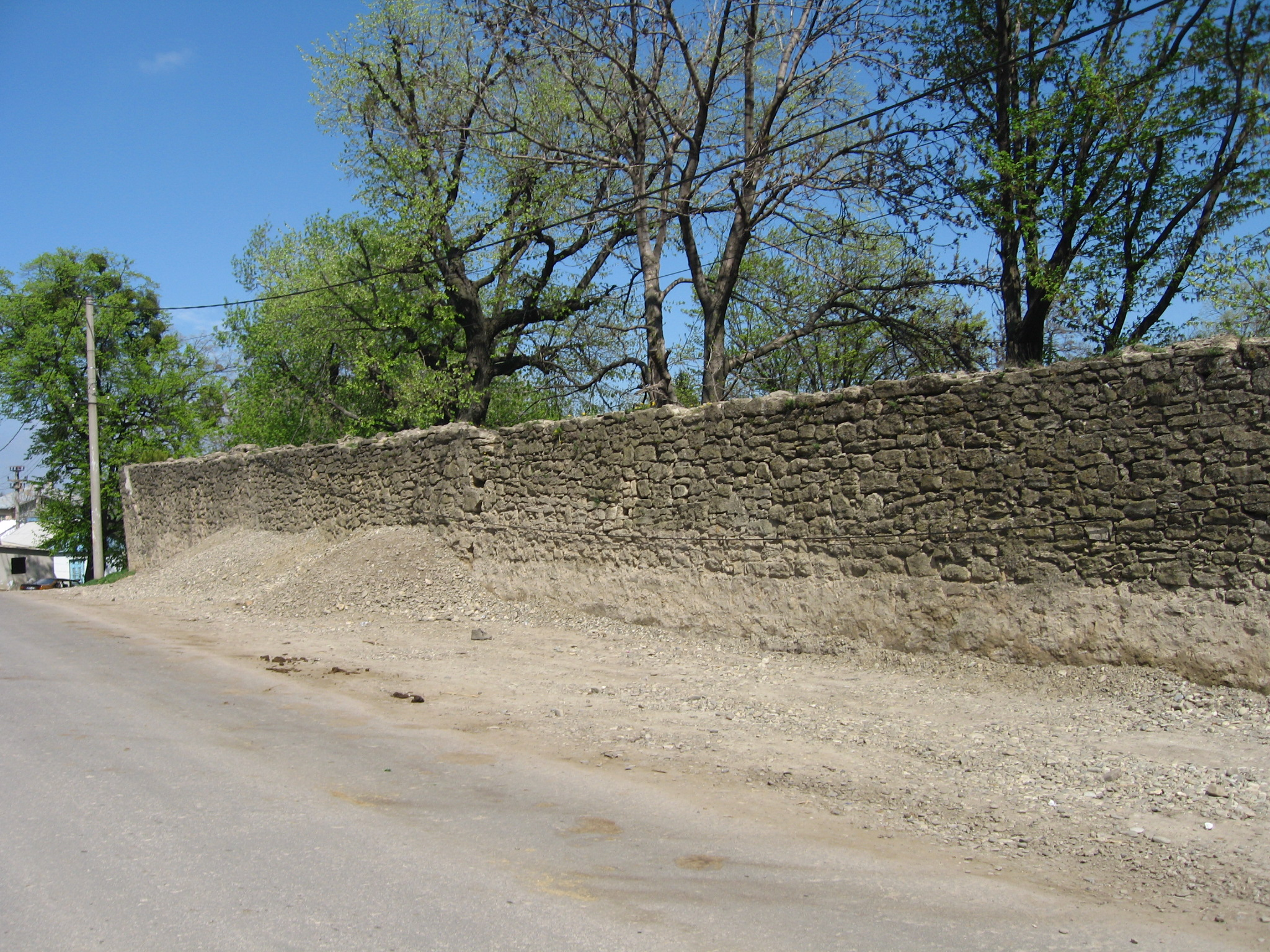
Zidul de incintă
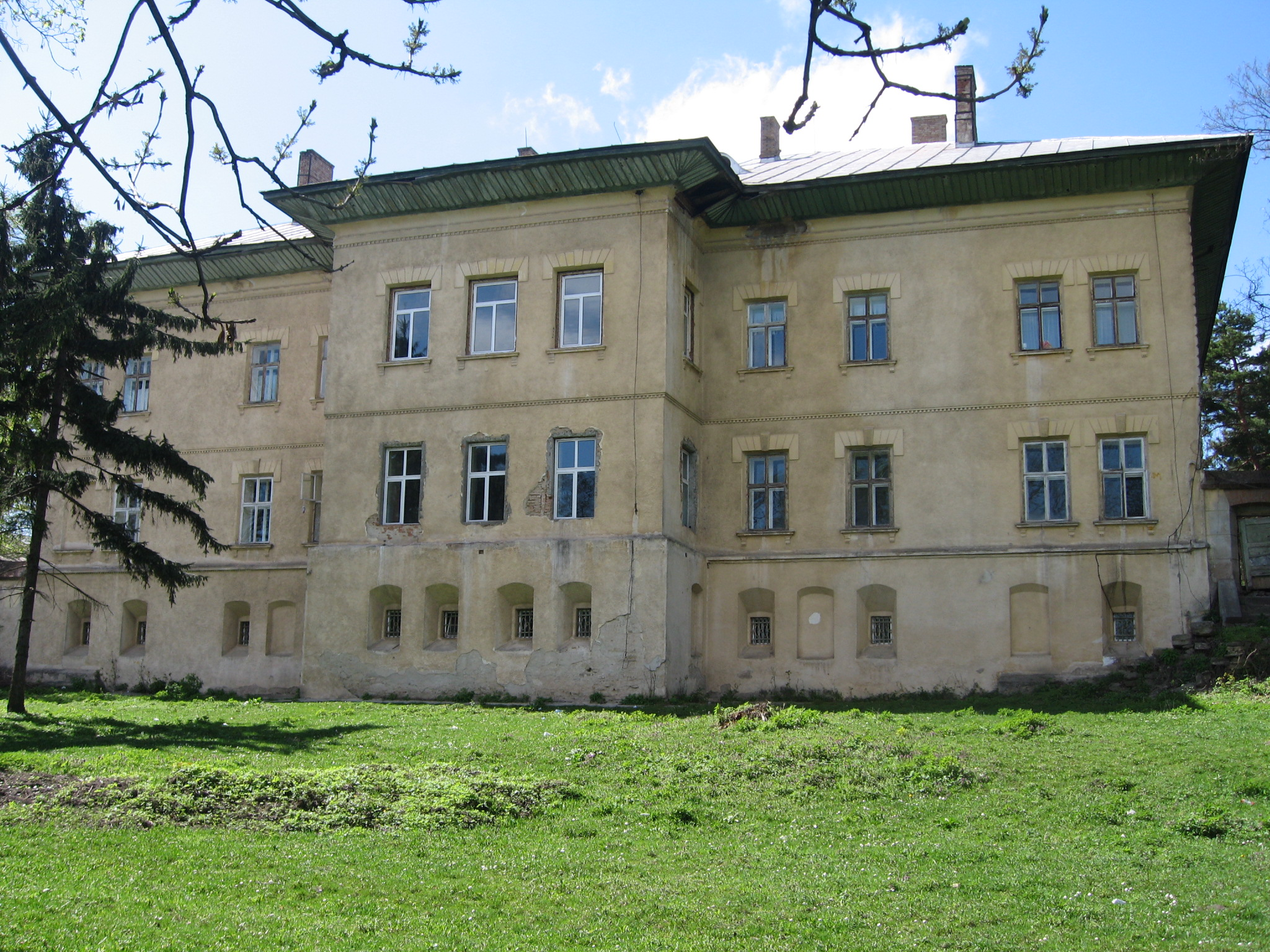
Conacul Cantacuzino-Deleanu
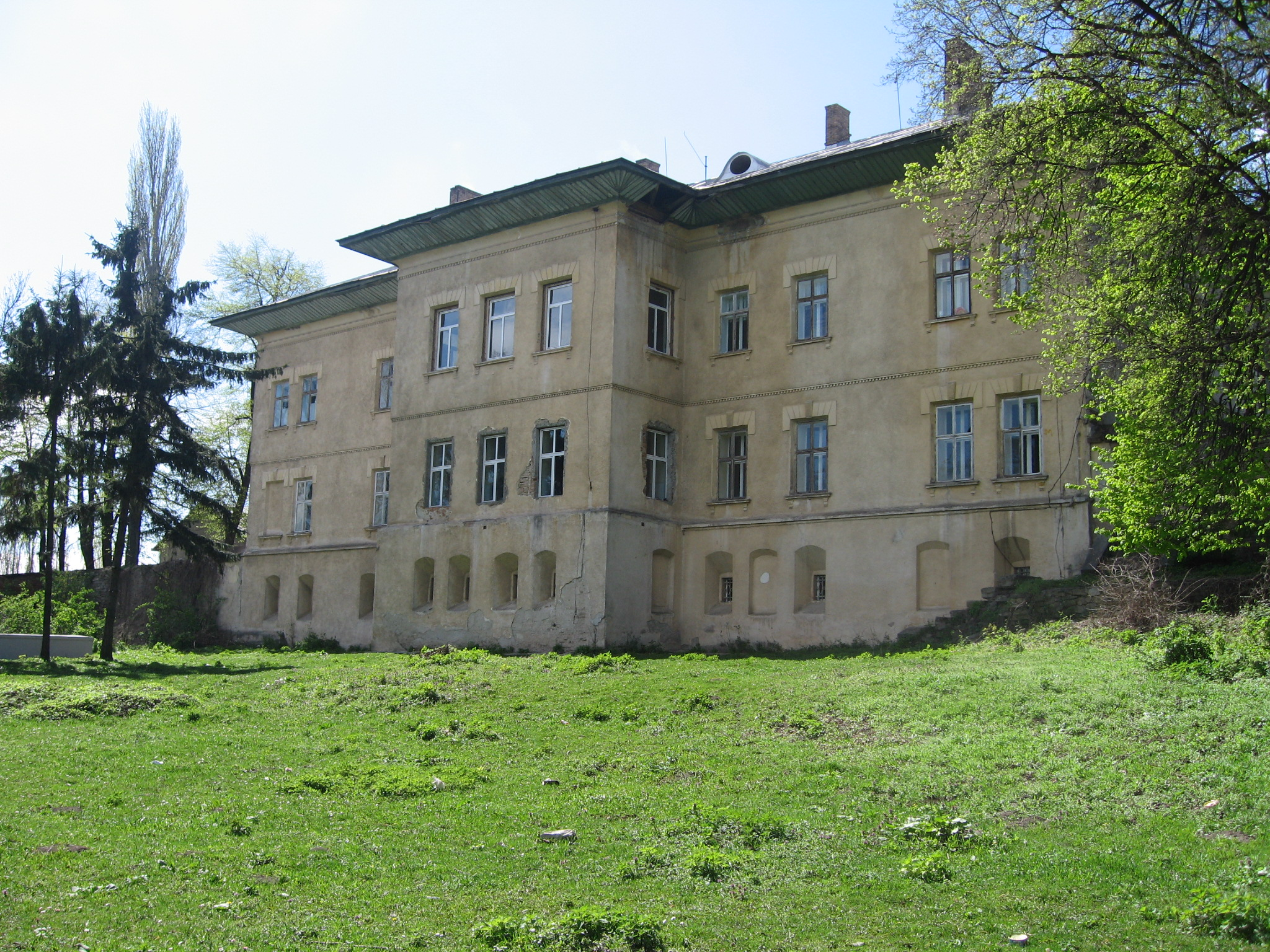
Conacul Cantacuzino-Deleanu
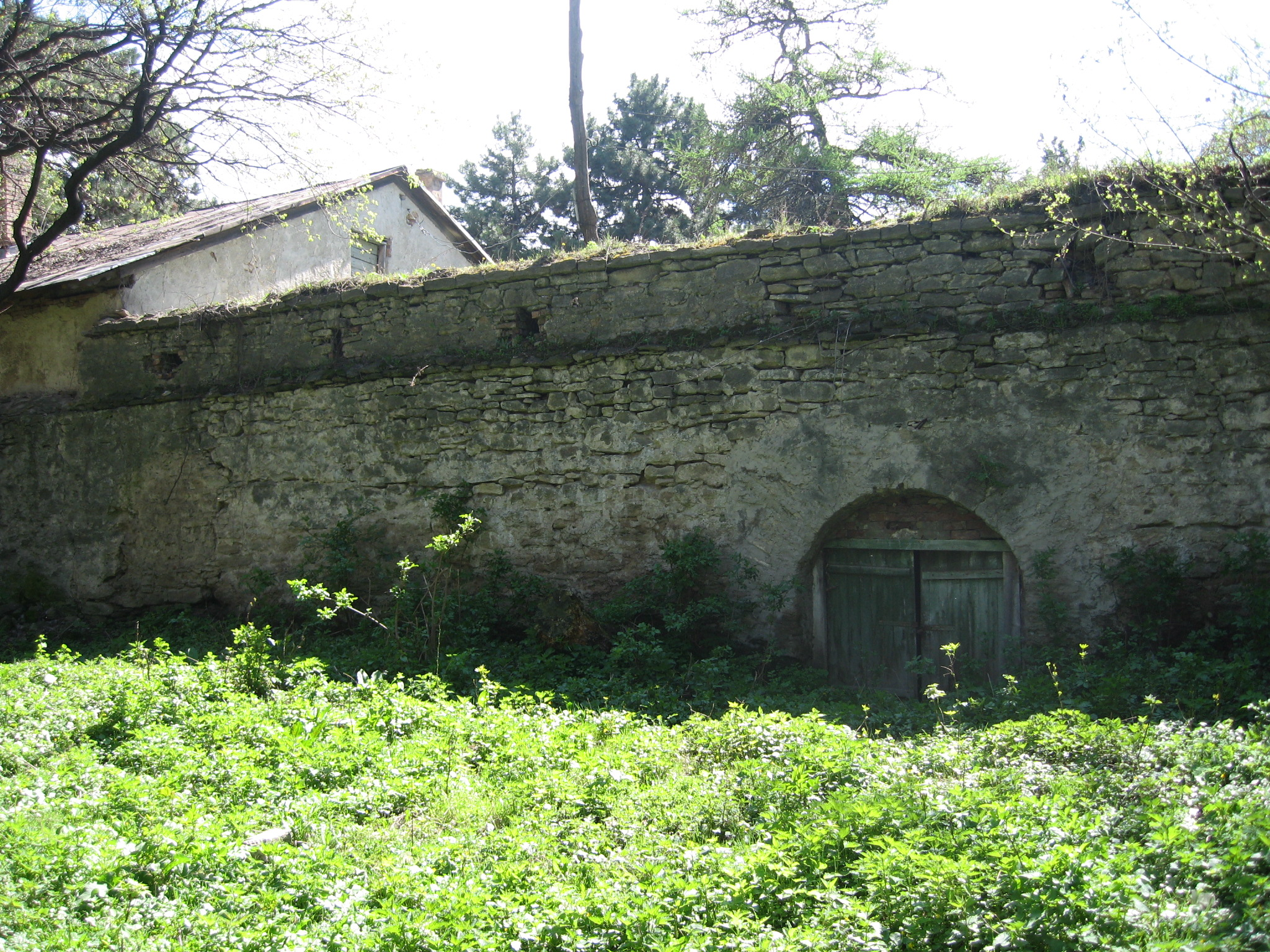
Zidul de incintă al conacului
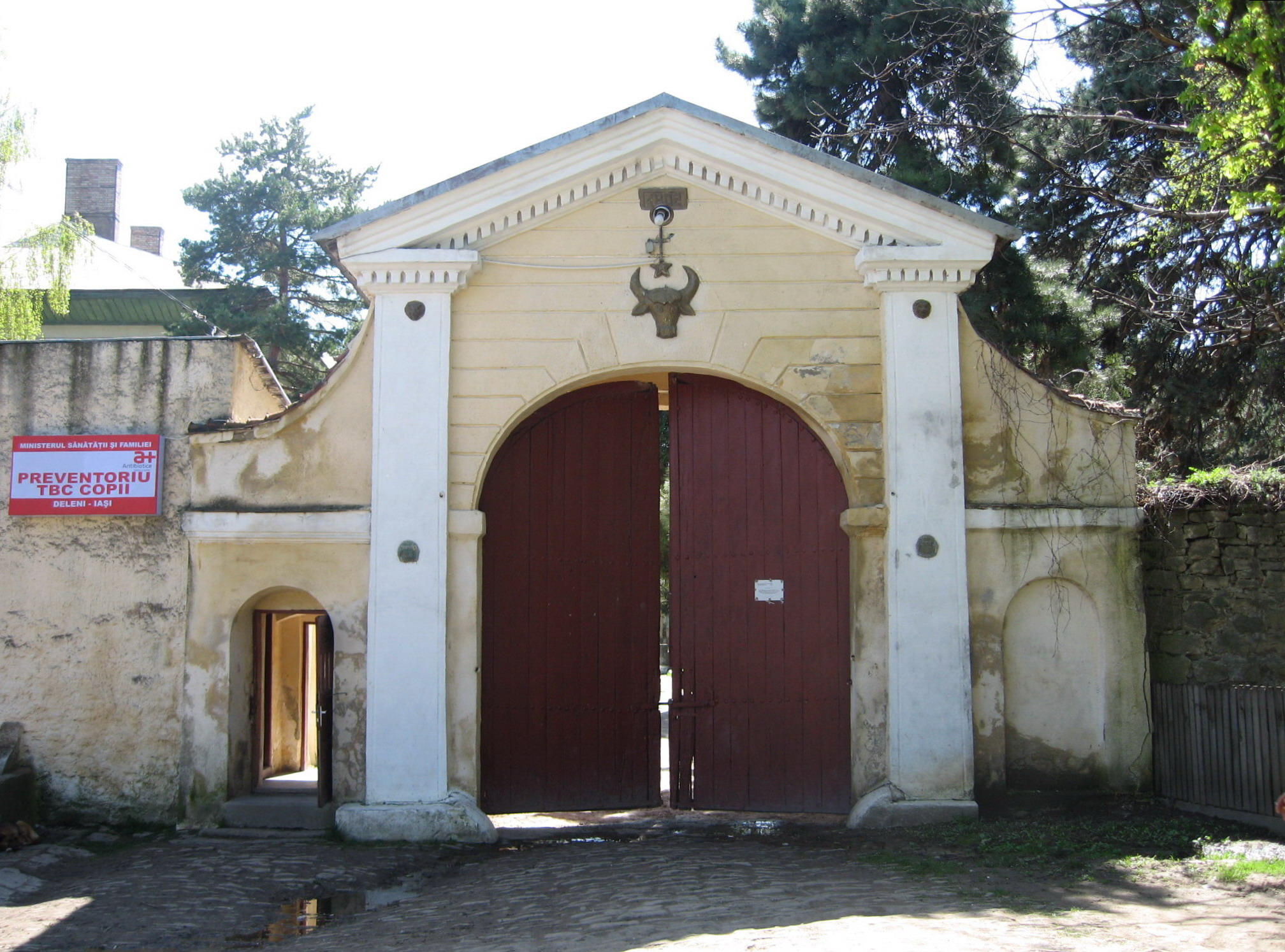
Poarta de intrare în curtea conacului